# Perpero montenegrino
Il perpero (in cirillico: перпер; plurale перпери) fu la valuta del Montenegro dal 1906 al 1918. Il nome fu adottato per riprendere quello del perpero serbo, la valuta dell'Impero serbo, di cui il Principato del Montenegro, che nel 1910 divenne Regno, si considerava successore. La valuta era suddivisa in 100 pare (singolare para, in serbo-croato пара) ed era equivalente al franco francese, in quanto parte dell'Unione Monetaria Latina. Il perpero fu sostituito dalla corona jugoslava quando il Montenegro divenne parte del Regno dei Serbi, dei Croati e degli Sloveni (in seguito Jugoslavia). La corona fu poi a sua volta sostituita dal dinaro jugoslavo nel 1920.
Alla fine del XX secolo, il Montenegro contemplò la possibilità di ricominciare ad emettere cartamoneta. Tuttavia, decise infine di adottare il marco tedesco, e nel 2002 l'euro.

## Monete
Nel 1906 vennero coniate monete nei tagli da 1, 2, 10 e 20 para. Quelle da 1 e 2 para erano in bronzo, mentre quelle da 10 e 20 para in nichel. Nel 1909 furono introdotte le monete da 1 e 5 perperi d'argento, seguite dai 2 perperi nel 1910. I 10 e 20 perperi in oro furono emessi nel 1910, insieme a un numero molto limitato di monete da 100 perperi.

## Banconote
Le banconote furono stampate nel 1912 nei tagli da 1, 2, 5, 10, 50 e 100 perperi. Nel 1914 il governo emise tre serie di banconote, nei tagli da 1, 2, 5, 10, 20, 50 e 100 perperi. Durante l'occupazione austriaca, le banconote del governo della seconda e terza serie furono sovrastampate dai capi del distretto del governo militare. Nel 1917 l'esercito austriaco emise voucher convertibili denominati in perperi, monete in perperi (Münzperper) e kronen con un cambio di 2 perperi per 1 corona.